# Bjørn Bergvall
Bjørn Bergvall (Oslo, 13 februari 1939) is een Noors zeiler.
Bergvall won tijdens de Olympische Zomerspelen 1960 samen met Peder Lunde Jr. de gouden medaille in de Flying Dutchman klasse.

## Resultaten

### Olympische Zomerspelen
| Jaar | Plaats | Resultaten             |
| ---- | ------ | ---------------------- |
| 1960 | Rome   | Flying Dutchman klasse |

1960: Bjørn Bergvall / Peder Lunde ·
1964: Helmer Pedersen / Earle Wells ·
1968: Iain MacDonald-Smith / Rodney Pattisson ·
1972: Christopher Davies / Rodney Pattisson ·
1976: Eckart Diesch / Jörg Diesch ·
1980: Alejandro Abascal / Miguel Noguer ·
1984: William Carl Buchan / Jonathan McKee ·
1988: Christian Grønborg / Jørgen Bojsen-Møller ·
1992: Luis Doreste / Domingo Manrique